# Cekinov grad
Cekinov grad je poznobaročni grad na Celovški cesti 23 v sklopu parka Tivolija (Ljubljana). Trenutno je v gradu Muzej novejše zgodovine Slovenije.

## Zgodovina
Na mestu sedanjega gradu je v 17. stoletju stal zidan dvor. Lastniki slednjega so bili bogati meščani: Sigmund Staer (do 1739), Luka Ravnikar (do 1742) in Jurij Marn (do 1752).
V prvi polovici 18. stoletja je lokacijo odkupil Leopold Karl Lamberg, ki je tu leta 1752 dal postaviti baročni grad, domnevno po načrtih Johanna Georga Schmidta; grad je bil dokončan leta 1755. Lamberg je okoli dvorca vzpostavil zemljiško gospodstvo Leopoldsruhe, ki je obsegalo 3 in 1/3 hube na Jami, na Ižanskem, posestvo Bokalc ter osem kajž v Spodnji Šiški. Po njegovi smrti in smrti njegovega sina je grad leta 1787 podedovala Ivana Lamberg, žena Leopoldovega sina, ki se je pozneje ponovno poročila z madžarskim konjeniškim častnikom in jahalnim mojstrem Lovrom Szőgenyem. Ta je bil lastnik od leta 1793 dalje. Ljubljančani so njegov priimek poslovenili (Szőgenov - Cegenov grad) in od takrat je grad znan kot Cekinov grad. Slednji lastnik je tudi povečal posestvo z vključitvijo posestva Bokalce in manjšega dvorca Schönau v Šiški.
V letih 1798 do 1809 je bil lastnik gradu tržaški guverner Pompej grof Brigido. Za njim ga je kupil Sigismund Pagliaruzzi pl. Kieselstein, eden prvih prostozidarjev na Slovenskem, leta 1865 pa ga je odkupil ljubljanski trgovec in tovarnar Peter Kozler, tudi avtor zemljevida Zemljovid Slovenske dežele in pokrajin iz leta 1853. Družina Kozler je z manjšimi težavami ostala lastnik do konca 2. svetovne vojne. Pri Pagliaruzzijevih je nekaj časa kot domači učitelj stanoval tudi France Prešeren.
Po vojni so grad nacionalizirali in spremenili v stanovanja, od leta 1955 je bil namenjen muzejski dejavnosti. Za potrebe Muzeja narodne osvoboditve je bil grad obnovljen po načrtih Eda Mihevca. Leta 1962 se je muzej preimenoval v Muzej ljudske revolucije Slovenije, po tridesetih letih pa v Muzej novejše zgodovine.
V letih 1990-92 je bil dvorec obnovljen. Istočasno je bil na zadnji strani iz jekla zgrajen prizidek z dvigalom in stopniščem, ki povezuje spodnje prostore z mansardo, kjer so urejene pisarne muzejskih kuratorjev in depo dela zbirk. Projekt sta koordinirala konservatorja Gojko Zupan in Modest Erbežnik, investicijo je vodil Stane Mrvič. Za obnovo je avtor projekta, arhitekt Jurij Kobe leta 1992 prejel Plečnikovo nagrado.
Leta 2002 je bil grad razglašen za kulturni spomenik državnega pomena.

## Arhitektura
Cekinov grad je po tipu arhitekture preprost dvorec. Podoben je drugim dvorcem z začetka 18. stoletja. Na zunaj deluje odprto. Stavbe leži na terasi na robu pobočja, do kamor vodijo položne stopnice, do katerih skozi Tivolski park ali s Celovške ceste pripelje pot. V tlorisu je razpotegnjen pravokotnik z dozidanim stopniščem ob začelju. Vhodno pročelje ima izstopajoč rizalit, zaključen s trikotno atiko. V gosposkem nadstropju nad vhodom je balkon, ki še poudari mogočnost vhodne avle. Ta sega v višino obeh spodnjih etaž. Fasada dvorca je bogato, vendar racionalno členjena. V vertikalah pročelja so poudarjeni pilastri. Vhod je polkrožen in izdelan iz klesanega kamna, na obeh straneh sta enaki okni. Ostala okna v pritličju in medetaži so vzdolžno pravokotna, v gosposkem nadstropju pa pokončna in še enkrat višja.
Iz vhodne avle, ki je obokana in podprta na štirih nosilnih slopih, se odpirajo prehodi v druge prostore. Dvostrano večramno stopnišče z novo balustradno ograjo se vzpne do mezanina in v nadstropje. V nadstropju je centralno postavljena slavnostna dvorana, ki se z balkonom odpira v park. Na stropu je dodana kasnejša iluzionistična poslikava. Poslikava je bila večkrat preslikana (1905 in 1954-55), leta 1966 pa v celoti restavrirana.
Zadnja obnova je prinesla novo ureditev vhodne veže, sodobnejše prostore poglobljenega pritličja, prilagojene elemente za namembnost in urejeno podstrešje za muzejski namen. Že prej je notranjost izgubila del historične podobe. Podobi dvorca je najbolj škoduje zelo blizu zgrajena športna dvorana, Hala Tivoli.